# متیو الکساندر (بازیکن فوتبال)
متیو الکساندر (انگلیسی: Matthew Alexander؛ زادهٔ ۷ مهٔ ۲۰۰۲) بازیکن فوتبال اهل بریتانیا است.
از باشگاه‌هایی که در آن بازی کرده‌است می‌توان به باشگاه فوتبال بولتون واندررز اشاره کرد.